# Eric Stenbock
El conde Eric Stanislaus (o Stanislaus Eric) Stenbock (Eric Magnus Stanislaus von Stenbock), conocido por sus amigos como Harry Stenbock (12 de marzo de 1860-26 de abril de 1895) fue un poeta y escritor alemán del Báltico de ficción fantástica decadente y macabra.

## Biografía
Aunque nacido cerca de Cheltenham, Inglaterra, Stenbock era el conde de Bogesund, conde de Borges, barón de Tarpa y heredero de unas propiedades cerca de Kolga, en la actual Estonia. Era el hijo de Lucy Sophia Frerichs, hija de un empresario algodonero de Mánchester y del Conde Erich Stenbock, de una distinguida familia de la nobleza germana asentada en el Báltico con raíces suecas que alcanzó la prominencia al servicio de Gustavo Vasa. Uno de los bisabuelos de Stenbock era el barón Friedrich von Stuart (1761-1842) de Curlandia. Immanuel Kant era tío-tatarabuelo del conde Eric Stenbock.
El padre de Eric murió de forma repentina cuando este tenía sólo un año; sus propiedades fueron administradas por su abuelo paterno Magnus. El abuelo de Eric también murió en 1866, cuando Eric era sólo un niño, dejándole un fondo hereditario.
Stenbock asistió al Balliol College en Oxford, pero nunca completó sus estudios. Mientras se encontraba en Oxford, Eric fue profundamente influenciado por Simeon Solomon, un artista e ilustrador prerrafaelista y homosexual. También se le atribuye una relación sentimental con el compositor y director musical Norman O´Neill, así como con otros jóvenes de su entorno.
En Oxford, Stenbock también se convertiría al catolicismo, adoptando Stanislaus (Estanislao) como su nombre de conversión. Algunos años después, Eric admitiría haber seguido las prácticas de una religión diferente cada semana. Al final de su vida, parecía haber adoptado una religión sincrética a su medida, con elementos del catolicismo, budismo y de idolatría pagana.
En los anales del decadentismo, Stenbock es recordado como el fundador del Club de los Idiotas, que se proponía explorar las facetas ocultas de la personalidad y adoptar identidades imaginarias como fuente de creatividad. Dormía en un ataúd, vivía rodeado de animales exóticos, tenía serpientes, lagartos, salamandras y sapos en su habitación y en su jardín tenía un reno, un zorro y un oso, y viajaba acompañado por un sacerdote confesor y un muñeco de madera natural al que presentaba como “le petit comte” (el pequeño conde) y decía que era su hijo; insistía en que se lo trajeran cada día y cuando se ausentaba preguntaba por su salud (la familia de Stenbock creía que un jesuita sin escrúpulos había aceptado grandes sumas de dinero del conde para que "educara" al muñeco).
En 1885 su tío, el conde Magnus, murió, por lo que Eric, al ser su pariente varón superviviente de mayor edad, heredó el título condal y la posesión de las propiedades de la familia Stenbock en Estonia. Eric viajó a Kolga y permaneció allí durante un año y medio; regresó a Inglaterra en el verano de 1887, y durante este período comenzó a caer en el alcoholismo y la drogadicción.
Eric Stenbock permaneció en Inglaterra durante la mayor parte de su vida, escribiendo sus obras literarias en inglés. Publicó varios libros de poesías, incluyendo Love, Sleep and Dreams (1881), y Rue, Myrtle and Cypress (1883). En 1894 publicó The Shadow of Death, su último libro de poesía, y Studies of Deaht, una colección de historias cortas con la suficiente calidad para recibir el comentario favorable de otros autores como H. P. Lovecraft.
En 1895 Eric Stenbock murió debido a una cirrosis de hígado, habiendo sufrido además un golpe en la cabeza por culpa de una caída en la casa de su padre y su padrastro, sir Francis Mowatt, por entonces secretario Permanente del Tesoro en Withdeane Hall en Brighton. 
La banda musical Current 93 elaboró un álbum del mismo nombre de música incidental inspirada por la historia Fausto de Stenbock (no confundir con la obra del mismo título de Goethe). El legado de Stenbock fue conservado por la Sociedad Stenbock, notable como el mismo autor por su actividad infrecuente.

### Poesía
- Love, sleep & dreams : a volume of verse. - Oxford : A. Thomas Shrimpton & Son ; Simpkin Marshall & Co, 1881?
- Myrtle, rue and cypress : a book of poems, songs and sonnets. - London : [privately printed by] Hatchards, 1883
- The shadow of death : poems, songs, and sonnets. - London : The Leadenhall Press, 1893
- On the freezing of the Baltic Sea. - [Privately printed for] Timothy d'Arch Smith, 1961
- The shadow of death ; Studies of death (Degeneration and regeneration : texts of the premodern era). - New York : Garland Pub., 1984
- Love, sleep & dreams : a volume of verse. - Harleston : Hermitage Books, 1992
- Myrtle, rue and cypress : a book of poems, songs and sonnets. - Harleston : Hermitage Books, 1992. - Edition of 60 numbered copies
- The collected poems of Count Stenbock. - London : Durtro, 2001. - Edition of 400 copies. Collects Love, sleep & dreams (1881?), Myrtle, rue and cypress (1883) and The shadow of death (1893). Also includes Ballad of creditors

### Relatos cortos
- Studies of death : romantic tales (London : David Nutt, 1894)
- The shadow of death ; Studies of death (Degeneration and regeneration : texts of the premodern era). - New York : Garland Pub., 1984
- The True Story of a Vampire. - Edinburgh : Tragara Press, 1989. - Edition of 110 copies
- Studies of death : romantic tales. - London : Durtro Press, 1996 [1997]. - Edition of 300 numbered copies
- The child of the soul. - London : Durtro, 1999
- A secret kept. - London : Durtro Press, 2002. - Edition of 200 copies, wraps
- The king's bastard or, the triumph of evil. - London : Durtro Press, 2004. - Edition of 200 numbered copies

### Ensayos
- The myth of Punch. - London : Durtro Press, 1999. - Edition of 120 numbered copies, wraps

### Teatro
- La Mazurka des Revenants : a serious extravaganza in six parts. - London : Durtro Press, 2002. - Edition of 164 copies, wraps

### Biografías
- Adlard, John. Stenbock, Yeats and the Nineties ; with an hitherto unpublished essay on Stenbock by Arthur Symons and a bibliography by Timothy d'Arch Smith. - London : Cecil & Amelia Woolf, 1969
- Costelloe, Mary. Christmas with Count Stenbock / [edited by] John Adlard ; frontispiece by Max Beerbohm. -London : Enitharmon, 1980. - Contains letters by Mary Costelloe
- Reed, Jeremy. A hundred years of disappearance : Count Eric Stenbock. - [Great Britain? : J. Reed, 1995]